# 悉尼十二人
悉尼十二人指在1916年9月22日在澳大利亚悉尼被捕的十二名世界产业工人成员，并被依据新南威尔士州《1900年犯罪法案》 （《1948年叛国重罪法案》的增修条文）做出叛国罪指控。上述十二人分别是约翰·汉密尔顿，彼得·拉金，约瑟夫·费金，威廉·蒂恩，唐纳德·格兰特，本杰明·金，托马斯·格林，唐纳德·麦克弗森，托马斯·摩尔，查尔斯·里夫，威廉·比蒂和鲍勃·贝桑特。 审前，叛国罪指控被变更为以下三项共同犯罪指控：
1. 共谋纵火
2. 共谋让汤姆·巴克越狱的计划
3. 共谋煽动叛乱[4][2]

参与澳大利亚劳工运动部分成员认为有男人因在一战期间反对征兵制等反战言论被诬告陷害。前工党领袖（后转为民族主义者）比利·休斯 于1916年12月的五日内强行通过《1916年非法结社法》并将世界产业工人列为非法组织。
针对悉尼十二人的案件得到了政府对世界产业工人的极端帮助。1916年9月26日的一宗涉及世界产业工人三名成员的托特纳姆谋杀案和一名警察在托特纳姆遭谋杀身亡的案件便为典型案例。检方尽一切努力将这起谋杀案与对悉尼十二人的指控联系起来。弗兰克·弗朗茨和罗兰·尼古拉斯·肯尼迪于1916年12月20日在巴瑟斯特监狱被判有罪并处死，这是新南威尔士州十年后执行的第一次死刑。后赫伯特·肯尼迪被宣告无罪。
该案在中央刑事法院由法官罗伯特·达洛·普林及其陪审团审理。陪审团认定格林，麦克弗森，蒂恩，比蒂，费金，格兰特和汉密尔顿的三项指控全部成立，而里夫，拉金，贝桑特和摩尔的后两者指控成立，而金只有煽动阴谋罪指控成立。普林法官对希尔顿，比蒂，费金，格兰特，蒂姆，格林和麦克弗森被判有期徒刑十五年；摩尔，贝桑特，拉金和里夫被判有期徒刑十年；金被判有期徒刑五年。格兰特在判决通过后表示“十五年十五个字”。在他的审判中实际引用了“汤姆·巴克终日被禁锢于监狱，资产阶级为此会付出一万英镑的代价”一句。后十二人就判决结果提出上诉，但只取得部分成功刑事上诉庭推翻对格林和麦克弗森阴谋营救贝克尔的有罪判决，并减刑至十年，但多数定罪和判决仍然成立。
羁押期间，有大规模活动要求释放被关押在监狱中的悉尼十二人和其他世界产业工人成员。国防和释放委员会是应澳大利亚工人联盟周报《工人》编辑亨利·布特和新南威尔士州市政工人工会代表厄尼·贾德的要求成立的。支持者包括新南威尔士立法会中斯特尔特（布罗肯希尔）的成员珀西·布鲁克菲尔德和诗人莱斯比亚·哈福德。联邦船舶油漆工和码头工会等工会亦积极参与。
新南威尔士州劳工委员会于1918年委托对此案提出报告，大法官菲利普·斯特里特亦就此事展开调查。工会报告和司法报告都认为此案存在问题（如首席证人斯库利在审判中提供捏造证据）。
新南威尔士州的斯托里工党政府在1920年3月20日当选后，州政府任命大法官诺曼·尤因参与该案的调查审判和判刑工作。法官发现格兰特，比蒂，拉金和格林可能参与了煽动性质的阴谋，但建议释放他们。法官发现，其中六名男子的煽动叛乱罪指控有误：蒂恩，汉密尔顿，麦克弗森，摩尔，贝桑特和法金。费金·金被认为煽动叛乱罪成立，但建议立即释放。里夫的纵火罪指控成立。然而，法官对任何关于这些人被诬陷的说法予以驳回。悉尼十二人中的十人于1920年8月获释，金和里夫稍晚获释。
民谣歌手安迪·欧文创作《角斗士》纪念悉尼十二人，该作于2001年3月以唱片形式发行。

## 延伸阅读
- Rushton, P J. . Labour History. 1973, (25): 53–57. JSTOR 27508093. doi:10.2307/27508093.
- Turner, Ian.  (PDF). 1969  [2 November 2019]. （原始内容 (PDF)存档于2021-12-27）.
- Wyner, Issy. . 2003  [1 May 2005]. （原始内容存档于2021-06-18）.